# Sowjetski-Prospekt (Kaliningrad)
Der Sowjetski-Prospekt (russisch Советский проспект; dt.: „Sowjet-Prospekt“) ist einer von sieben Prospekten in der Stadt Kaliningrad.

## Verlauf
Die Beschreibung des Verlaufs der rund 5 km langen Straße erfolgt vom Stadtzentrum in Richtung Nordwesten. Die Straße beginnt beim Ploschtschad Pobedy und mündet in die Autobahn A192.
Querstraßen sind beginnend beim „Platz des Sieges“ (Stadtzentrum) in Richtung Nordwesten (Autobahn) folgende:
- uliza Gendelja (Улица Генделя; dt. Händelstraße)
- uliza Tschaikowskogo (Улица Чайковского; dt. Tschaikowskistraße)
- Uralskaja uliza (Уральская улица; dt. Uralstraße)
- uliza Mussorgskogo (Улица Мусоргского; dt. Mussorgskistraße)
- uliza Kirowa (Улица Кирова; dt. Kirowstraße)
- uliza General-lejtenanta Oserowa (Улица Генерал-лейтенанта Озерова; dt. Generalleutnant-Oserow-Straße)
- uliza Marschala Borsowa (Улица Маршала Борзова; dt. Marschall-Borsow-Straße)
- Krasnaja uliza (Красная Улица; dt. Rote Straße)

## Geschichte
Die Straße im Stadtteil Vorderhufen hieß „Fuchsberger Chaussee“ und später „Stresemannstraße“. In der Zeit des Nationalsozialismus trug sie den Namen „General-Litzmann-Straße“; dort befand sich in der Nr. 3–7 der Sitz die Königsberger Dienststelle der Gestapo.

## Gebäude

### Ehemaliges Polizeipräsidium

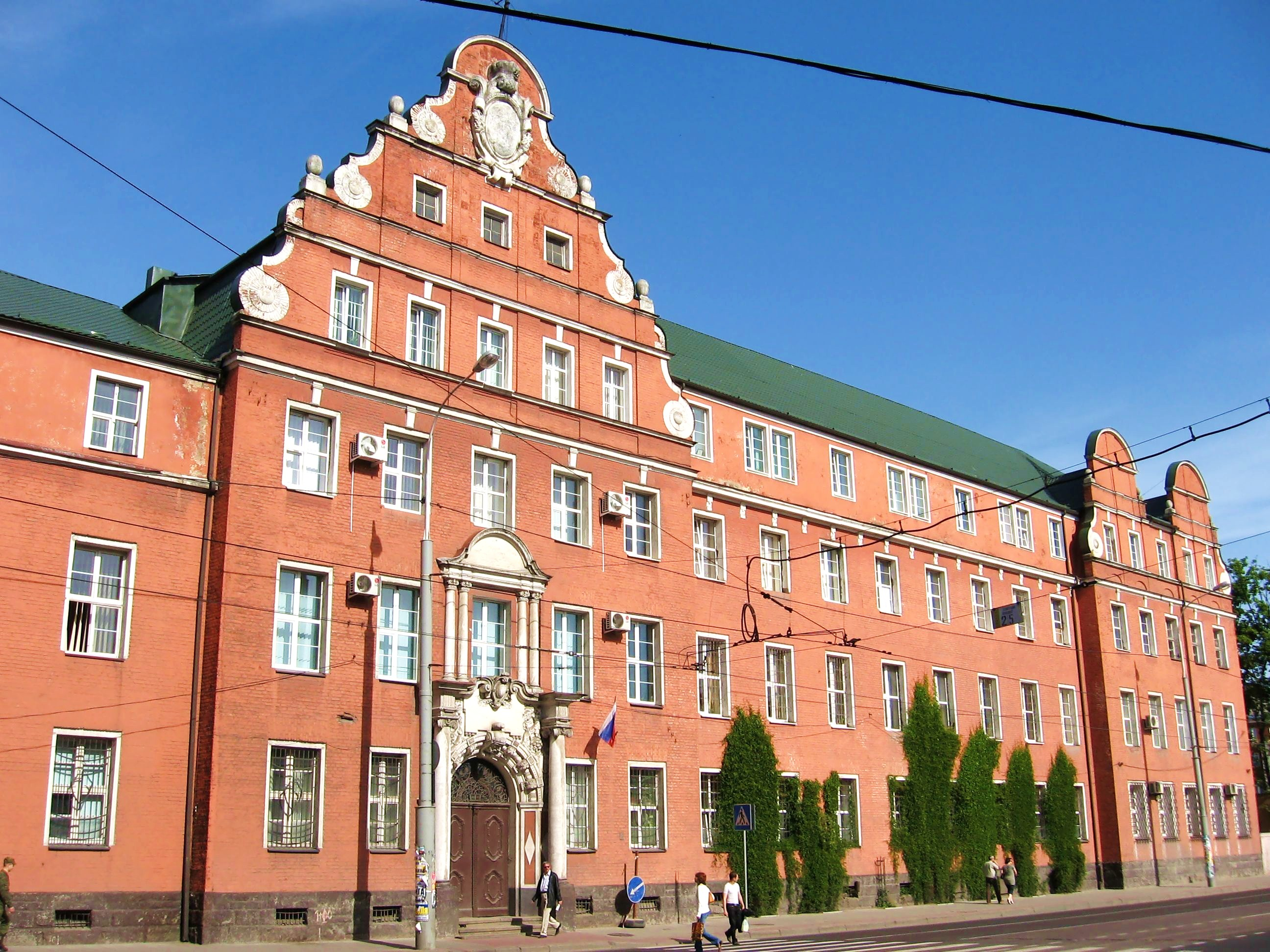
Ehemaliges Polizeipräsidium

Das Gebäude des ehemaligen Polizeipräsidiums befindet sich am Sowjetski-Prospekt 3–5 und wird vom FSB genutzt. Das Gebäude wurde um 1912/1924 im Stil der Neorenaissance nach Entwürfen des Geh. Oberbaurates Launer unter Leitung des Geh. Oberbaurats Fürstenau erbaut.

### Ehemaliges Raiffeisenhaus
Das Raiffeisenhaus an der General-Litzmann-Straße 27–33 in Vorderhufen wurde 1936/37 nach Entwürfen der Architekten Siegfried Saßnick und Helmut Flotow erbaut. Das Gebäude entstand im Auftrag der Haupthandelsgesellschaft ostpreußischer landwirtschaftlicher Genossenschaften m. b. H. Das Bauwerk wurde nach dem Sozialreformer und Namensgeber der Raiffeisenorganisation, Friedrich Wilhelm Raiffeisen, benannt.
Die Fassade des Raiffeisenhauses war mit einem gelblichen Edelputz versehen, während Sockel und Fenstergewände aus dunkelgrauem Kunststein bestanden.
Am Haupteingang befanden sich zwei 3,20 m hohe Bronzeplastiken des Bildhauers Franz Andreas Threyne (meist nur F. A. Threyne). Sie sind Allegorien auf Aussaat und Ernte. Im Foyer waren Glasmalereien mit ostpreußischen Motiven des Kunstmalers Ernst Schaumann. Im ersten Obergeschoss war an der Treppenwand eine Malerei von Manfred Steinert, der auch den Sitzungssaal mit Bildern ausstattete.
Das Gebäude ist erhalten und beherbergt heute eine Dienststelle der Kaliningrader Stadtverwaltung.

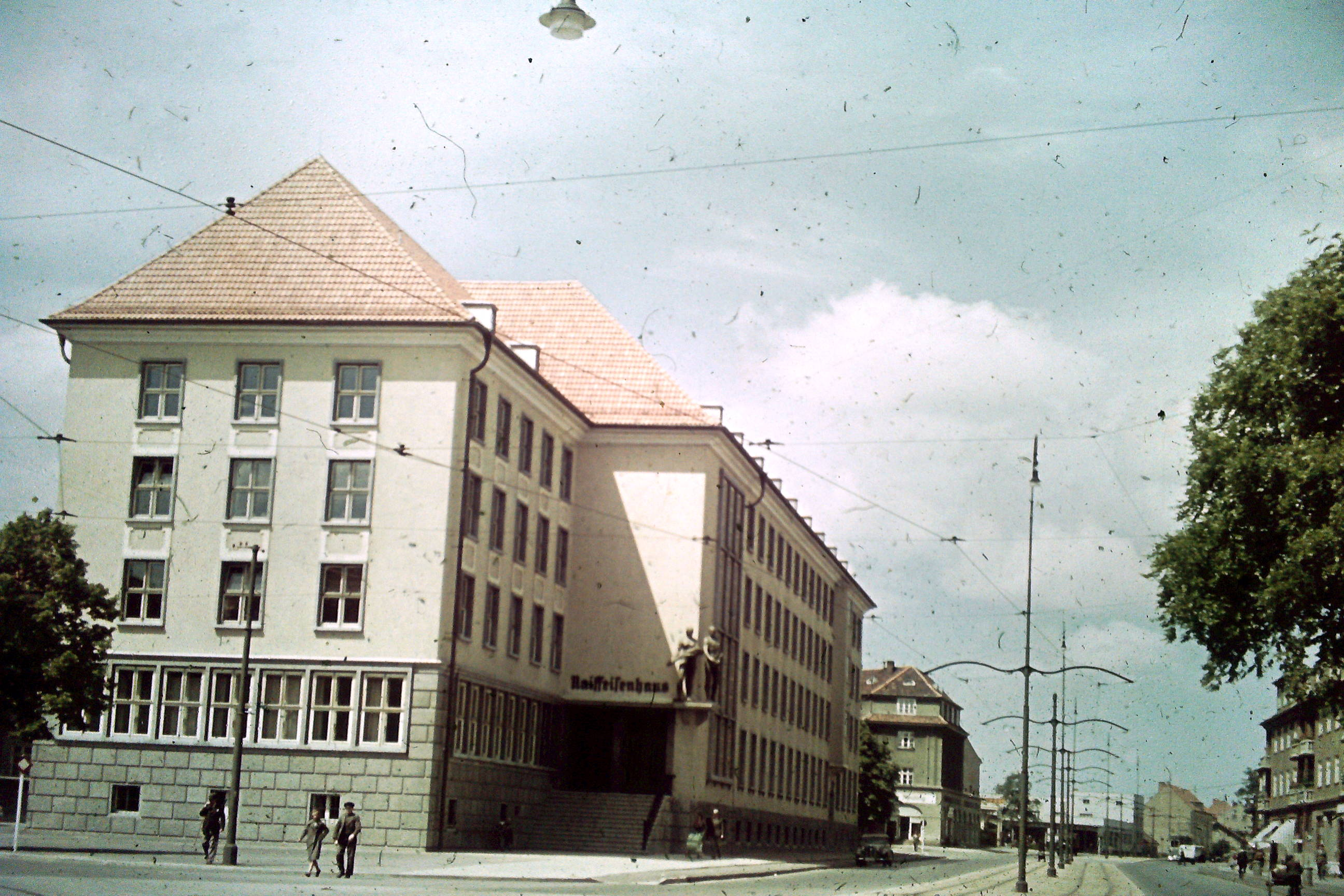
Vorderhufen, Raiffeisenhaus
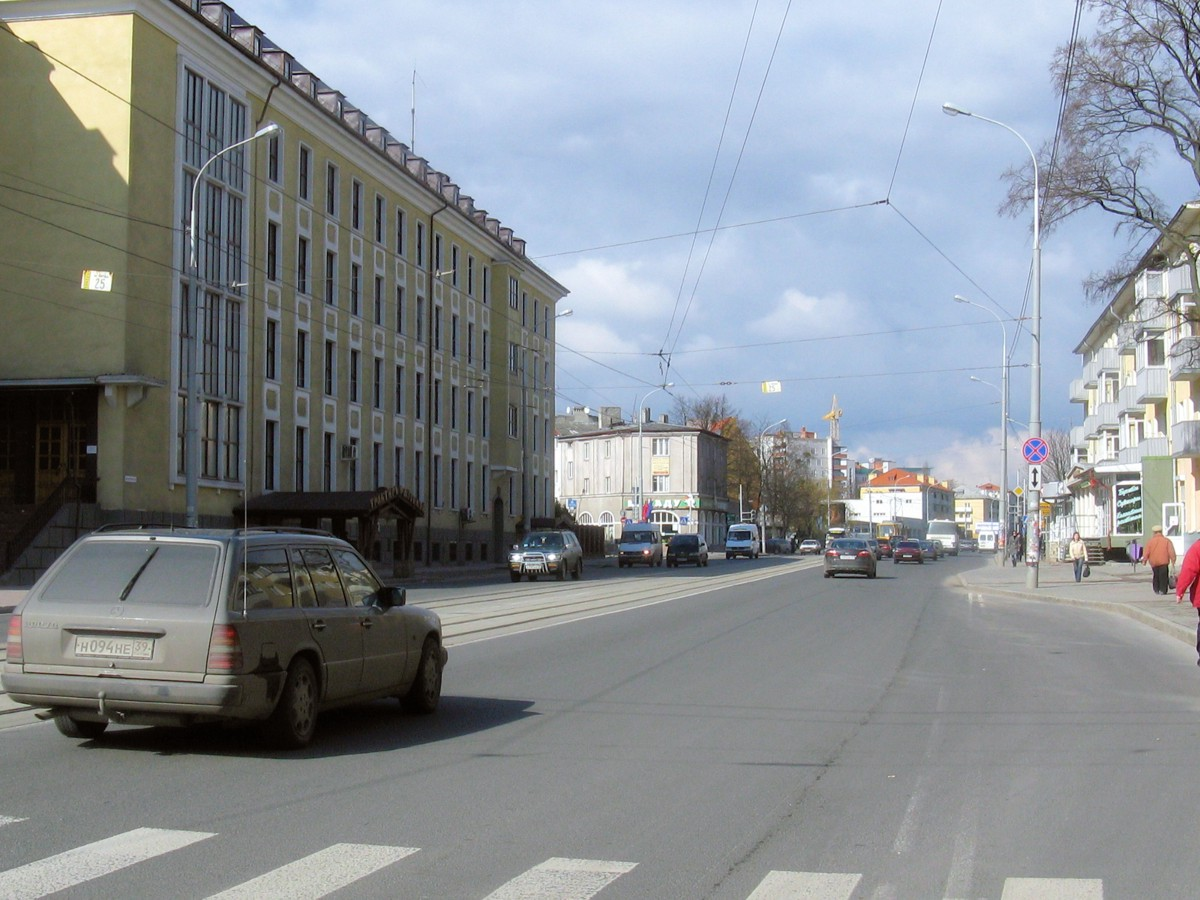
Vorderhufen, Raiffeisenhaus
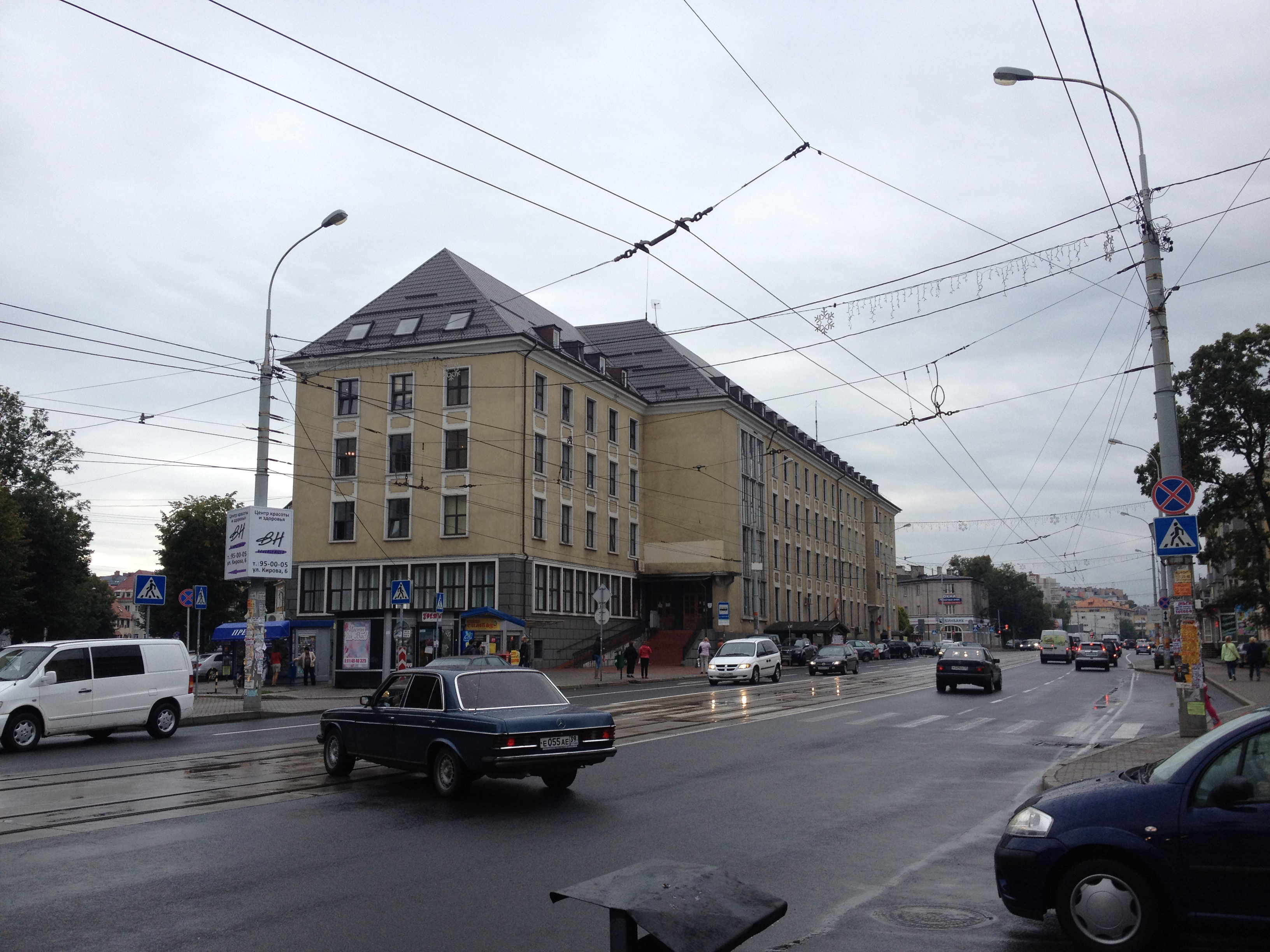
Vorderhufen, Raiffeisenhaus
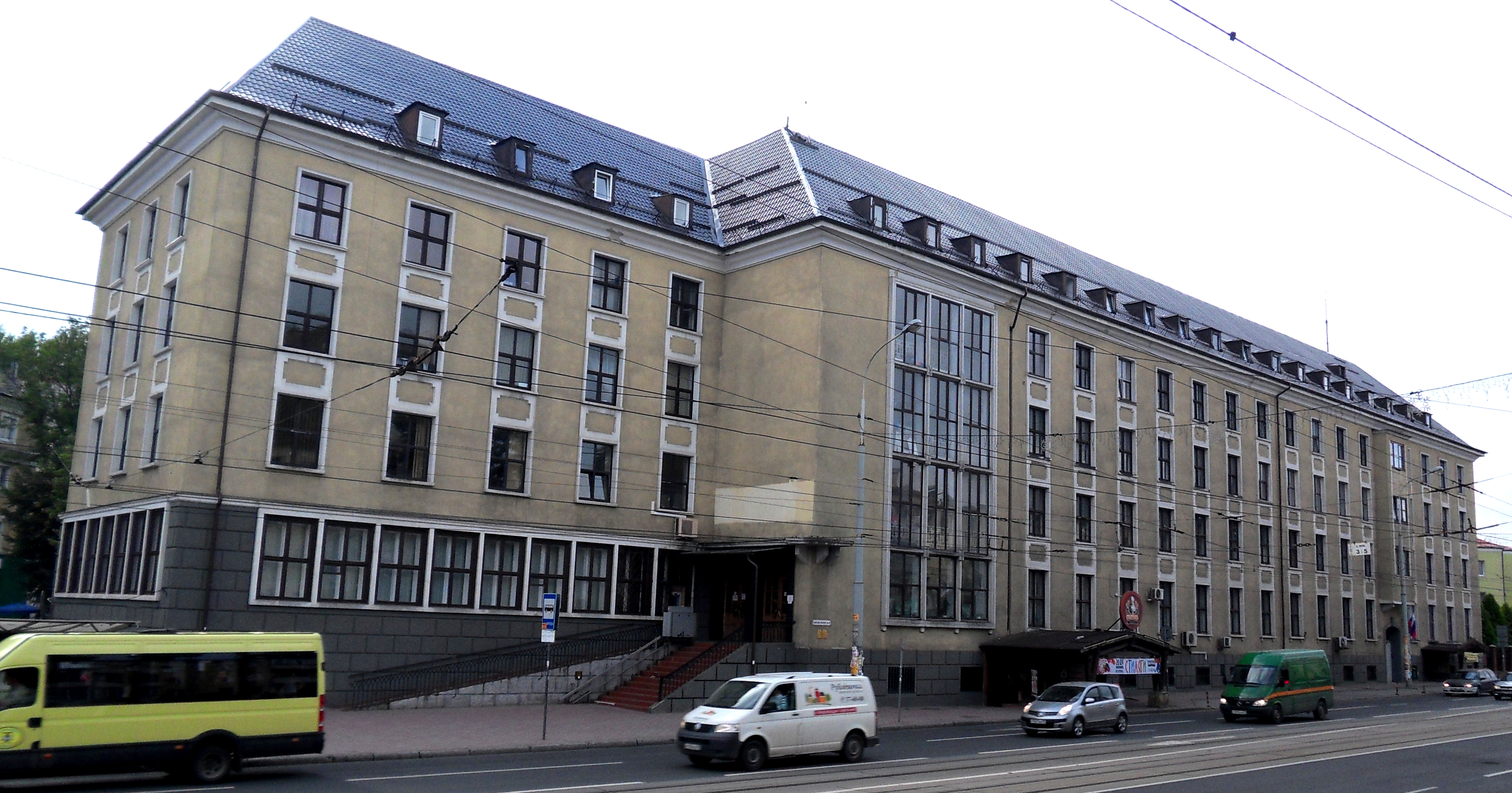
Vorderhufen, Raiffeisenhaus

### Nr. 82
Eine lange Gebäudezeile am Sowjetski-Prospekt wurde nach Plänen von Dmitri Nawachilin im Stil des sozialistischen Klassizismus errichtet, ist fünfgeschossig und zeigt auf Nr. 82 einen klassischen Turm mit Säulenumgang.